# Engineering the Dead
Engineering the Dead è il secondo album del gruppo deathgrind Aborted, pubblicato nel 2001 attraverso l'etichetta Listenable Records. Nel 2008 l'album è stato ristampato con una nuova copertina e l'aggiunta di 3 bonus tracks.

## Tracce
1. The Holocaust Incarnate – 4:19
2. Nailed Through Her Cunt – 4:19
3. To Roast and Grind – 4:41
4. Engineering the Dead – 6:07
5. Eructations of Carnal Artistry – 3:22
6. Sphinctral Enthrallment – 4:00
7. Skullfuck Crescendo – 4:28
8. Exhuming the Infested – 5:33

### Bonus Track ristampa 2008
1. The Holocaust Incarnate (live) - 04:32
2. Genetic Murder Concept - 05:07
3. Suffer the Children (cover dei Napalm Death) - 04:19

## Formazione
- Sven de Caluwé - voce
- Niek Verstraete - chitarra
- Thijs De Cloedt - chitarra
- Koen Verstraete - basso
- Frank Rousseau - batteria